# Chalmazel
Chalmazel és un municipi francès situat al departament del Loira i a la regió d'Alvèrnia-Roine-Alps. L'any 2007 tenia 453 habitants.

## Demografia

### Població
El 2007 la població de fet de Chalmazel era de 453 persones. Hi havia 220 famílies de les quals 78 eren unipersonals (52 homes vivint sols i 26 dones vivint soles), 86 parelles sense fills, 52 parelles amb fills i 4 famílies monoparentals amb fills.
La població ha evolucionat segons el següent gràfic:
Habitants censats

### Habitatges
El 2007 hi havia 500 habitatges, 221 eren l'habitatge principal de la família, 230 eren segones residències i 50 estaven desocupats. 386 eren cases i 113 eren apartaments. Dels 221 habitatges principals, 177 estaven ocupats pels seus propietaris, 40 estaven llogats i ocupats pels llogaters i 4 estaven cedits a títol gratuït; 16 tenien dues cambres, 25 en tenien tres, 50 en tenien quatre i 130 en tenien cinc o més. 185 habitatges disposaven pel capbaix d'una plaça de pàrquing. A 119 habitatges hi havia un automòbil i a 75 n'hi havia dos o més.

### Piràmide de població
La piràmide de població per edats i sexe el 2009 era:
| Homes | Edats   | Dones |
| ----- | ------- | ----- |
| 0     | 95 o +  | 0     |
| 4     | 90 a 94 | 4     |
| 0     | 85 a 89 | 0     |
| 0     | 80 a 84 | 0     |
| 12    | 75 a 79 | 24    |
| 20    | 70 a 74 | 32    |
| 16    | 65 a 69 | 16    |
| 16    | 60 a 64 | 32    |
| 16    | 55 a 59 | 4     |
| 12    | 50 a 54 | 20    |
| 12    | 45 a 49 | 16    |
| 20    | 40 a 44 | 8     |
| 20    | 35 a 39 | 16    |
| 16    | 30 a 34 | 12    |
| 20    | 25 a 29 | 8     |
| 4     | 20 a 24 | 12    |
| 8     | 15 a 19 | 21    |
| 16    | 10 a 14 | 0     |
| 4     | 5 a 9   | 12    |
| 4     | 0 a 4   | 8     |

## Economia
El 2007 la població en edat de treballar era de 263 persones, 195 eren actives i 68 eren inactives. De les 195 persones actives 183 estaven ocupades (113 homes i 70 dones) i 12 estaven aturades (3 homes i 9 dones). De les 68 persones inactives 41 estaven jubilades, 13 estaven estudiant i 14 estaven classificades com a «altres inactius».

### Ingressos
El 2009 a Chalmazel hi havia 212 unitats fiscals que integraven 448 persones, la mediana anual d'ingressos fiscals per persona era de 13.907 €.

### Activitats econòmiques
Dels 36 establiments que hi havia el 2007, 2 eren d'empreses extractives, 1 d'una empresa alimentària, 5 d'empreses de fabricació d'altres productes industrials, 3 d'empreses de construcció, 10 d'empreses de comerç i reparació d'automòbils, 2 d'empreses de transport, 11 d'empreses d'hostatgeria i restauració i 2 d'empreses de serveis.
Dels 10 establiments de servei als particulars que hi havia el 2009, 1 era una oficina de correu, 2 tallers de reparació d'automòbils i de material agrícola, 2 paletes, 1 fusteria i 4 restaurants.
Dels 8 establiments comercials que hi havia el 2009, 2 eren botiges de menys de 120 m², 1 una fleca, 1 una carnisseria i 4 botigues de material esportiu.
L'any 2000 a Chalmazel hi havia 32 explotacions agrícoles que ocupaven un total de 756 hectàrees.

## Equipaments sanitaris i escolars
El 2009 hi havia una escola elemental.

## Poblacions més properes
El següent diagrama mostra les poblacions més properes.